# Jelena Milovanović
Jelena Milovanović, coniugata Brooks (in serbo Јелена Миловановић?; Kragujevac, 28 aprile 1989), è una cestista serba.

## Carriera
È stata selezionata dalle Washington Mystics al secondo giro del Draft WNBA 2009 (24ª scelta assoluta).
Con la Serbia ha disputato i due edizioni dei Giochi olimpici (Rio de Janeiro 2016, Tokyo 2020), i Campionati mondiali del 2014 e sei edizioni dei Campionati europei (2009, 2013, 2015, 2017, 2019, 2021).